# 伊達信
伊達 信（だて しん、1906年12月15日 - 1960年5月6日）は、日本の俳優。

## 来歴・人物
1906年（明治39年）12月25日、長野県長野市に生まれる。海城中学校卒業。
1925年（大正14年）、築地小劇場に入団し、『瓦斯』の再演で初舞台を踏む。1929年（昭和4年）、小劇場の分裂により滝沢修らとともに東京左翼劇場に参加。後に非合法のオルグ活動に専念。1934年（昭和9年）、村山知義らの新協劇団に参加し、菊池寛作『父帰る』の新二郎役や山本有三作『同志の人々』の田中瑳磨介などを演じる。1935年（昭和10年）、J.O.スタヂオ製作の『百万人の合唱』で映画に初出演する。1940年（昭和15年）8月19日、新劇弾圧で滝沢や三島雅夫、小沢栄、宇野重吉らとともに治安維持法違反で検挙され、劇団は強制解散させられる。
戦後は第2次新協劇団、文学座を経て、1952年（昭和27年）に劇団民藝へ入団。『民衆の敵』『遠い凱歌』等の舞台に出演し、民藝がユニット出演した吉村公三郎監督の映画『夜明け前』では青山吉左衛門を演じた。映画にも脇役で出演しており、のちに日活の専属となって『神阪四郎の犯罪』『青年の樹』などに出演した。
1960年（昭和35年）4月29日、NHK大阪放送局でテレビドラマの本読み中に脳出血で倒れ、大阪日赤病院に入院したが、5月6日に死去。53歳没。最後の舞台は4月の民藝公演『どん底』のクレーシチ役。没後に千代田区平河町の砂防会館で劇団葬が行われた。

## 出演作品

### 映画
- 桃中軒雲右衛門（1936年、P.C.L.） - 秋葉
- 巨人傳（1938年、東宝映画） - 裁判長
- 鶯（1938年、東京発声） - 尺八流し
- 多甚古村（1940年、東宝映画） - 元巡査氏
- 女優（1947年、東宝） - 清住曙光
- 暴力の街（1950年） - 松野記者
- 離婚結婚（1951年、松竹） - 石上教授
- 原爆の子（1952年、近代映画協会） - 早吉
- 現代人（1952年、松竹） - 三好
- 嫁ぐ今宵に（1953年、新映プロ） - 坂口課長
- 君に捧げし命なりせば（1953年、北星） - 重役
- 縮図（1953年、新東宝）
- 夜明け前（1953年、新東宝） - 青山吉左衛門
- 芸者秀駒（1954年、新東宝） - 早乙女
- 嘘（1954年、新東宝） - 野崎校長
- 若い人たち（1954年、全国銀行従業員組合連合会） - 松崎
- どぶ（1954年、新東宝）
- しいのみ学園（1955年、新東宝） - 医師
- 狼（1955年、近代映画協会） - 捜査本部刑事
- 青銅の基督（1955年、松竹） - 儀右衛門
- 江戸一寸の虫（1955年、日活） - 小笠原図書頭
- 神阪四郎の犯罪（1956年、日活） - 刑事
- 丹下左膳（1956年、日活） - 浅見勘解由
- 火の鳥（1956年、日活） - 田島有美
- 色ざんげ（1956年、日活） - 刑事
- 夏の嵐（1956年、日活） - 教頭
- 倖せは俺等の願い（1957年、日活） - 田島
- 九人の死刑囚（1957年、日活） - 裁判長
- 今日のいのち（1957年、日活） - 南方大三
- 童貞先生行状記（1957年、日活） - 教頭先生
- 脅迫の影（1959年、日活） - ○○荘管理人
- その壁を砕け（1959年、日活） - 滝川検事
- 爆薬に火をつけろ（1959年、日活） - 志賀総一郎
- 夜霧の空港（1959年、日活） - 飯島弁護人
- 天と地を駆ける男（1959年、日活） - 森川勝彦
- 野火（1959年、大映） - 分隊長
- 街に出た野獣（1960年、日活） - 捜査課長
- 事件記者 狙われた十代（1960年、日活） - 山路壮六
- 青年の樹（1960年、日活） - 学部長

### テレビドラマ
- こおろぎの夢（1952年、NHK）
- 父の心配[5]（1954年、NHK）
- 伊太八御用（1955年、KR）
- 山一名作劇場 / 王将（1956年、NTV）
- ここに人あり（NHK）
  - 第17回「花はよみがえる」（1957年）
  - 第102回「ひまわりの丘」（1959年）
- テレビ劇場（NHK）
  - 落武者物語（1957年）
  - 窓（1958年）
  - 羽衣の女（1959年）
- 東芝日曜劇場（TBS）
  - 第52回「橋」（1957年）
  - 第99回「女人連祷」（1958年）
  - 第124回「総会屋錦城」（1959年）
- 民芸アワー / 旗岡巡査（1958年、NTV）
- シオノギ劇場 / 春の孤独（1958年、NTV）
- お好み日曜座（NHK）
  - 桔便の夢（1958年）
  - モーニング（1959年）
  - 銅婚式（1959年）
  - マラボンの乙女（1959年）
- 裁判（KR）
  - 血液型の証言（1958年）
  - ある裁判官の記録（1959年）
  - 蒸発（1959年）
  - 汚れない手（1959年）
- 私だけが知っている（NHK）
  - 鍵（1958年）
  - 暴風雨の宿（1958年）
- 灯、今も消えず / 福沢諭吉（1958年、NTV）
- めおと歳時記 第3話「入学試験」（1959年、NET）
- 三行広告 第5話「共同出資者を求む」（1959年、CX）
- 事件記者 第52話「銃声・後編」（1959年、NHK） - 杉浦
- 雑草の歌 第55回「自分の墓」（1959年、NTV）
- 妻の日記 第2回「贈りもの」（1959年、NET）
- サンヨーテレビ劇場 / 殉愛（1959年、KR）
- 風流交差点（NTV）
  - ようかん（1959年）
  - お客さま代表（1959年）
- 日立劇場（KR）
  - 第3回「森の石松」（1959年）
  - 第6回「紙の牙」（1959年）
  - 第9回「踏切のある風景」（1959年）
  - 第28回「腹のすえ」（1960年）
- 三菱ダイヤモンド劇場 / 英語屋さん（1959年、CX）
- 東京0時刻 / あなたは浮気がやめられる（1959年、KR）
- 指名手配 第6回「誘い出し強殺事件」（1959年、NET）
- NECサンデー劇場 / 愛と死（1959年、NET）
- ミステリー影 / 不吉な奴（1959年、NET）
- ゴールデン劇場 / 山椿（1959年、NTV）

### 舞台
- シラノ・ド・ベルジュラック（1951年、文学座）
- 五稜郭血書（1952年、劇団民藝） - 庄兵衛
- 冒した者（1952年、劇団民藝） - 浮山
- 日本の気象（1953年、劇団民藝） - 矢吹予報部長
- 民衆の敵（1953年、劇団民藝） - アスラクセン
- 闇の力（1954年、劇団民藝） - ピョートル
- 常盤炭田（1954年、劇団民藝） - 松丘大作
- 愛は死をこえて（1955年、劇団民藝） - ブロック
- ヴィヘルム・ヘル（1955年、劇団民藝） - マイヤー
- 帰らぬ人（1956年、劇団民藝） - 藤川中佐
- 遠い凱歌（1956年、劇団民藝） - 上野克平
- 漁船天佑丸（1957年、劇団民藝） - コオブス
- 法隆寺（1958年、劇団民藝） - オオトモノテヅチ
- ポーギィとベース（1958年、劇団民藝） - アラン・アーチデル
- どん底（1960年、劇団民藝） - クレーシチ

### ラジオドラマ
- スリラー劇場 / カラス（1959年、ラジオ東京）
- 耳なし芳一（1959年、NHK）